# 厄勒克特拉

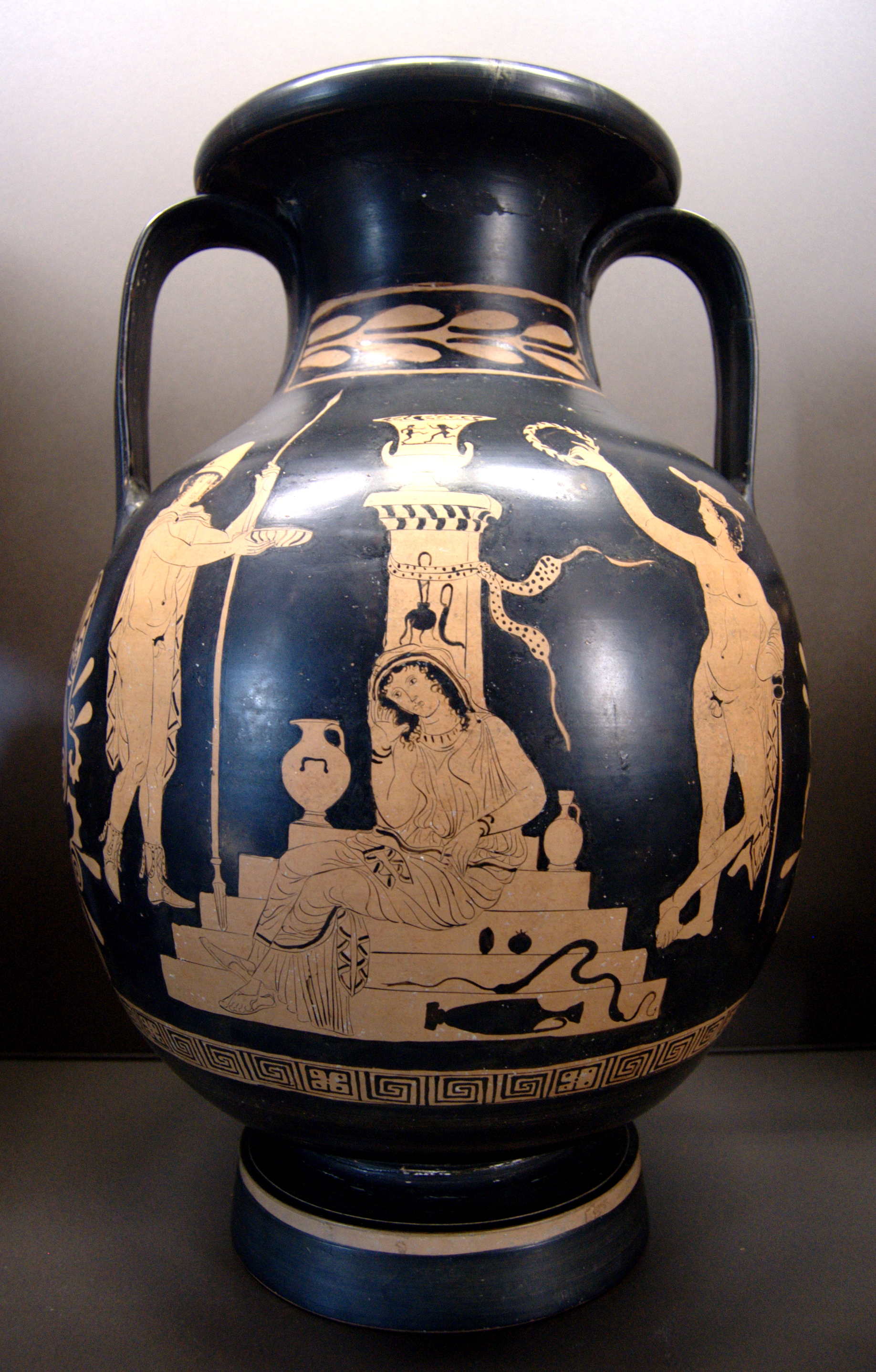
前4世纪的古希腊瓶画，中间坐者为厄勒克特拉，现藏卢浮宫

厄勒克特拉（古希腊语：Ἠλέκτρα）是希腊神话中的一个女性人物。

## 简介
厄勒克特拉是特洛伊战争中的希腊联军统帅阿伽门农（阿耳戈斯与迈锡尼之王）的次女。因此她是伊菲革涅亚的妹妹，俄瑞斯忒斯和克律索忒弥斯的姐姐。在最早的神话中，这个女儿的名字本来叫拉俄狄刻；如荷马史诗中就只提到过拉俄狄刻。从前6世纪起，拉俄狄刻的名字被厄勒克特拉取代，关于她的主要神话也是这一时期定型的。该神话情节如下：
厄勒克特拉的母亲克吕泰涅斯特拉伙同情夫埃癸斯托斯杀害丈夫阿伽门农，又企图杀死儿子俄瑞斯忒斯以绝后患。厄勒克特拉救出了俄瑞斯忒斯，并带他逃到姨夫福喀斯国王斯特罗菲俄斯那里。八年之后，厄勒克特拉跟随已经成年的俄瑞斯忒斯返回迈锡尼，帮助后者杀死母亲，为父亲报了仇（俄瑞斯忒斯因此事遭到厄里倪厄斯的惩罚）。后来俄瑞斯忒斯继承王位，厄勒克特拉则嫁给了俄瑞斯忒斯的朋友、福喀斯王子皮拉得斯（阿伽门农的外甥）。在古希腊悲剧中还有其它一些情节，如埃癸斯托斯曾将厄勒克特拉幽禁于宫中，不许她嫁人；又或埃癸斯托斯曾将厄勒克特拉送给一名农民为妻，但一直只和她做名义上的夫妇，因此厄勒克特拉后来才能以处女之身和皮拉得斯结婚等等。
在古典时代，迈锡尼地区有一些教派崇拜厄勒克特拉。古希腊三大悲剧诗人中，索福克勒斯和欧里庇得斯都写过以厄勒克特拉为主题的剧本；埃斯库罗斯的《俄瑞斯忒亚》三部曲也将厄勒克特拉作为一个主要人物。到了近现代，关于厄勒克特拉的文艺作品更多，如理查·施特劳斯作有歌剧《厄勒克特拉》。

## 其他
弗洛伊德曾有一种理论，认为女儿会亲父反母；这种心理状态被称为“厄勒克特拉情结”（恋父情结）。
小行星130号怂女星的名字得自厄勒克特拉。

## 资料来源
- 《世界神话辞典》，辽宁人民出版社，ISBN 7-205-00960-X
- 《希腊罗马神话词典》，中国社会科学出版社，统一书号：（精）10190·193